# ان‌جی‌سی ۵۲۵۲
ان‌جی‌سی ۵۲۵۲ (انگلیسی: NGC 5252) یک کهکشان عدسی شکل است که در صورت فلکی دوشیزه و در فاصله ۲۲۰ تا ۳۲۰ میلیون سال نوری از زمین قرار دارد. این کهکشان در ۲ فوریه ۱۷۸۶ توسط ویلیام هرشل کشف شد.